# Ephippiger ruffoi
Ephippiger ruffoi är en insektsart som beskrevs av Galvagni 1955. Ephippiger ruffoi ingår i släktet Ephippiger och familjen vårtbitare. Inga underarter finns listade i Catalogue of Life.